# 테오필 고티에
쥘 피에르 테오필 고티에(Jules Pierre Théophile Gautier)는 1811년 8월 30일 타르브에서 태어나 1872년 10월 23일 뇌이쉬르센에서 사망한 프랑스의 시인, 소설가 및 문학 비평가이다.

## 생애
고티에는 1811년 프랑스 타르브에서 태어났으며, 파리에서 그림을 공부하다가 낭만주의 문인들의 영향으로 문학을 하게 되었다. 소설과 시를 썼고, 잡지와 신문에 미술, 연극, 무용 비평을 게재했으며, 《르뷔 드 파리》의 편집장을 지내기도 했다.
1811년 8월 30일 타르브에서 태어난 테오필 고티에는 줄곧 푸른 산의 형상에 대한 기억을 갖고 있었다. 고티에가 세 살 무렵 가족들은 파리로 이사를 갔다. 그는 어린 나이임에도 불구하고 향수를 품고 새 환경에 잘 적응하지 못했다. 놀랍게도 일찍, 고티에는 다섯 살 때 글을 읽기 시작한다. 그가 처음 가장 빠진 책은 《로빈슨 크루소》와 《폴과 비르지니》로, 이 책들에서 큰 인상을 받았다. 고티에는 이후 선원이 되길 꿈꾸었으며, 극장, 특히 장식 회화에도 흥미를 가졌다.
1820년, 아홉 살이던 고티에는 리세 루이르르랑의 반 기숙사생으로서 짧게 머물게 된다. 고티에의 부모는 아들이 기숙 생활을 하며 쇠약해지자, 3학기 초에 아들을 기숙사에서 빼냈다. 콜레주 샤를마뉴의 “통학생”이 된 것에 매우 행복해 하던 고티에는 그곳에서 어린 제라르 라브뤼니(훗날의 네르발)과 조우하게 된다. 이 시기 고티에는 이국적인 언어로 자신을 매혹시킨, 후기 라틴 시인들에 대한 독특한 취향을 보여주기 시작한다.
고티에는 일학년 때 생-탕투안 가에 자리잡은 화가, 루이제두아르 리우(1790-1855)의 화실에 드나들기 시작했으며, 이 무렵 그가 근시로 고통받고 있다는 것을 알게 된다.
1829년 6월 27일, 고티에는 이후 자신의 문학 “스승”이 되는 빅토르 위고를 만나게 된다.
낭만주의의 승리를 확고하게 한 1830년의 《에르나니》 상연 때에 붉은 웃옷을 입고 고전파의 가슴을 서늘하게 했다는 장본인이다.
시집에는 고답파의 선구적 작품 《칠보와 나전》(1852년)이 있고 장편소설 《모팽 양》(1835년), 《미라 이야기》(1857년), 《대장 프라카스》(1863년 ~ 1864년) 등이 있다. 《모팽 양》에 붙인 서문은 예술의 사회적 효용을 부정한 것으로 문학사적으로 중요한 기록이라고 할 수 있다.
중 · 단편소설도 많이 있는데, 어느 것이나 환상적으로 응고된 문체를 가지고 있다. 그의 비판은 문학으로만 한정하지 않고 연극, 회화에까지 미치고 있다. 더욱이 고티에의 공헌은 문장어의 어휘를 풍부히 하였고, 또 후배를 양성하여 큰 영향을 남긴 점이 있다.

## 작품
- 장편소설 《모팽 양》(1835)
- 장시 〈알베르튀스〉
- 시집 《에나멜과 카메오》
- 소설 〈죽은 연인 아바타르〉
- 문예비평 〈낭만주의의 역사〉
- 발레극 〈지젤〉(공동집필)

## 평가
동시대의 공리주의자를 강력히 비판하고 아름다움의 무용성(쓸모없음)을 주장하였다. 예술지상주의자이었다.